# Nowosiółki Wielkie (Białoruś)
Nowosiółki Wielkie (błr. Навасёлкі Вялікія, ros. Большие Новосёлки) – wieś na Białorusi, w rejonie dzierżyńskim obwodu mińskiego, 7 km na północ od centrum Kojdanowa (Dzierżyńska), na prawym brzegu rzeki Usy.

## Historia
Wieś znana była od XVIII wieku. W wyniku II rozbioru Polski znalazła się w 1793 roku na terenie Imperium Rosyjskiego. W XVIII i w I połowie XIX wieku była własnością, razem z sąsiednimi Nowosiółkami Małymi, rodziny Kostrowickich herbu Bajbuza. W 1860 roku majątek ten został kupiony przed Edmunda Zdziechowskiego (1836–1900) dla jego syna Józefa (1872–1948), który władał nim do rewolucji październikowej.
W XIX wieku Nowosiółki leżały w parafii Kojdanów, w ujeździe mińskim guberni mińskiej Imperium Rosyjskiego. 
W 1900 roku we wsi mieszkały 233 osoby. W 1921 roku powstał tu sowchoz „Nowosiółki Wielkie”, który zlikwidowano w 1954 roku.

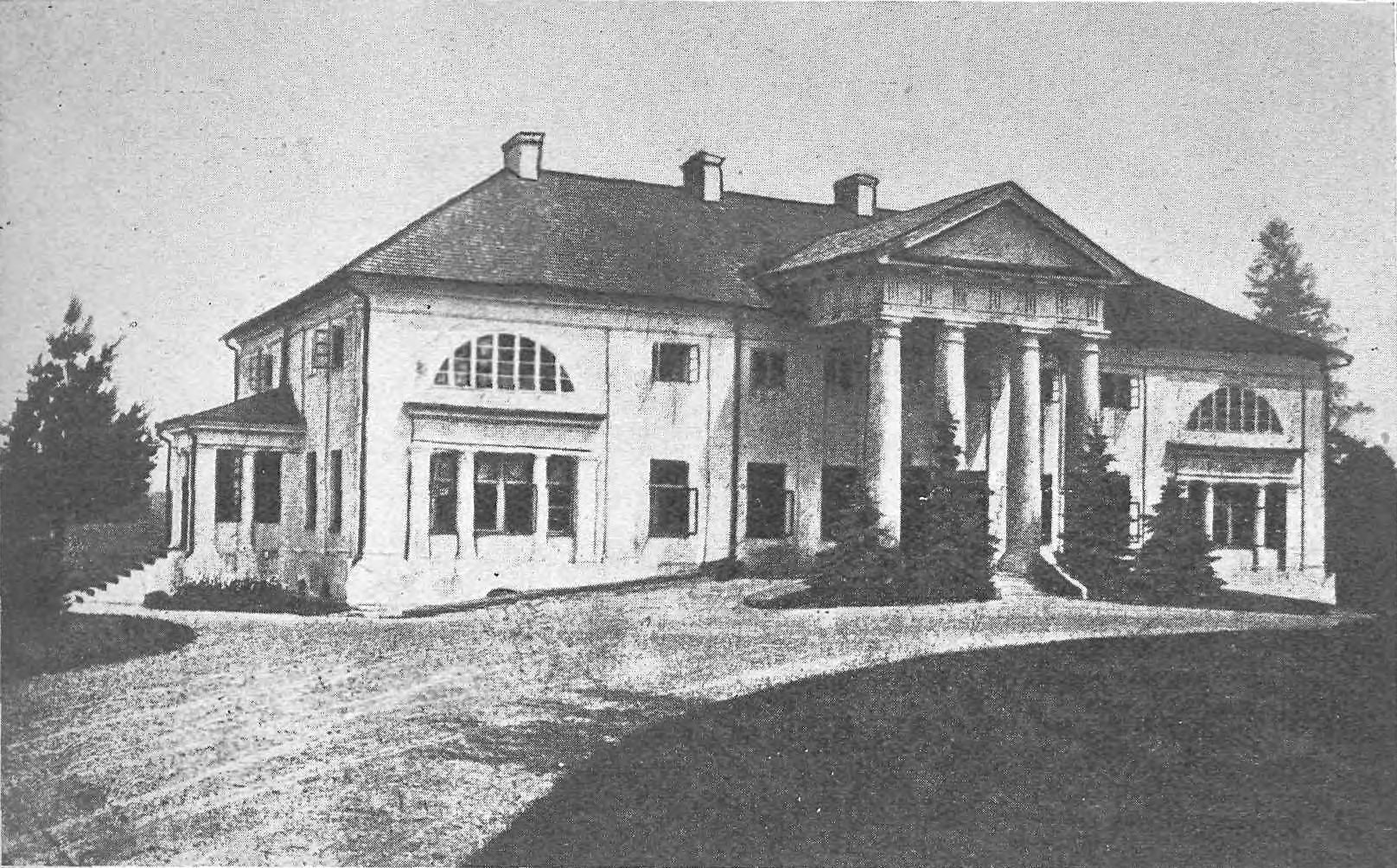
Dwór od strony podjazdu na początku XX wieku

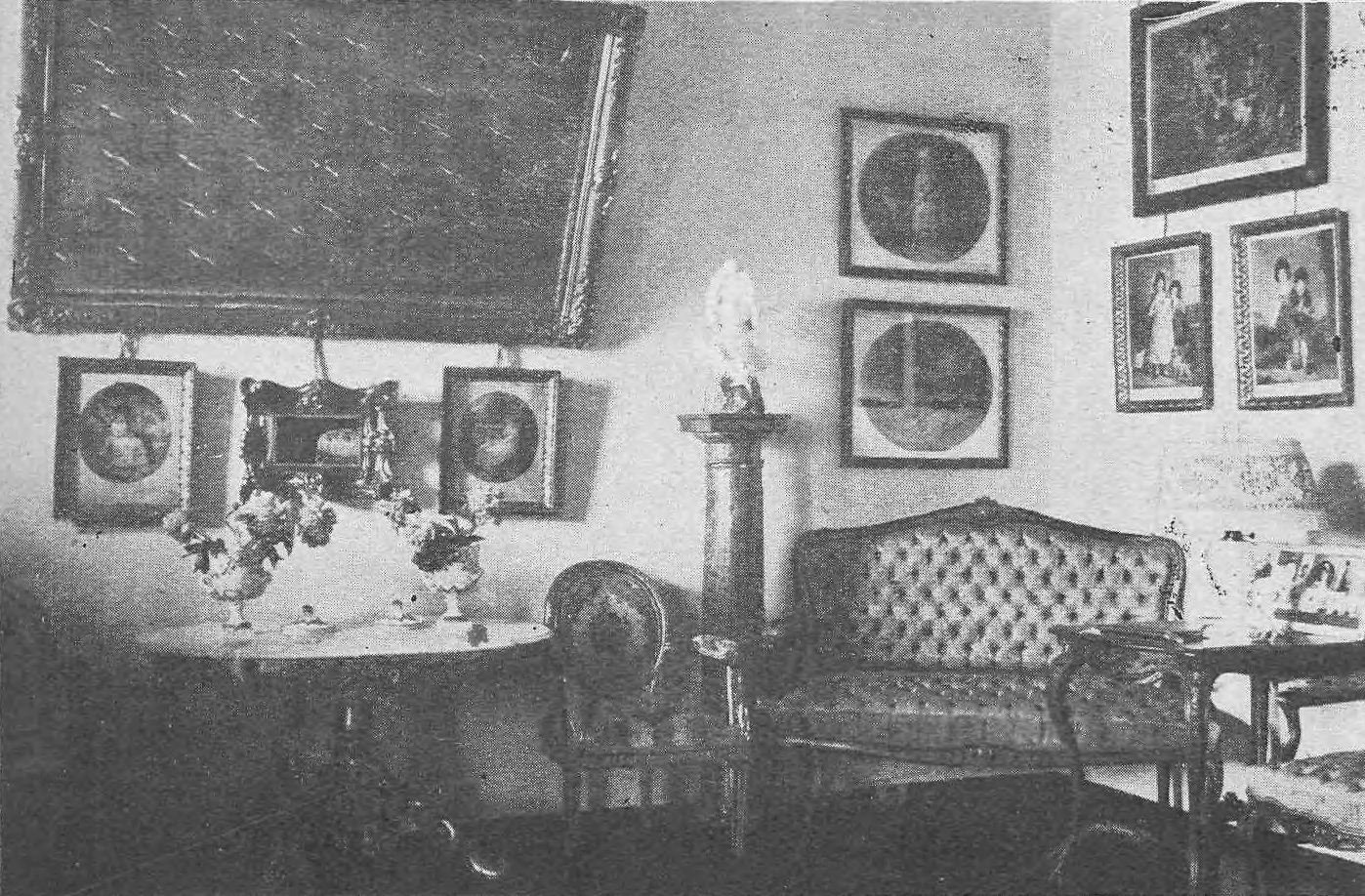
Wnętrza dworu na początku XX wieku

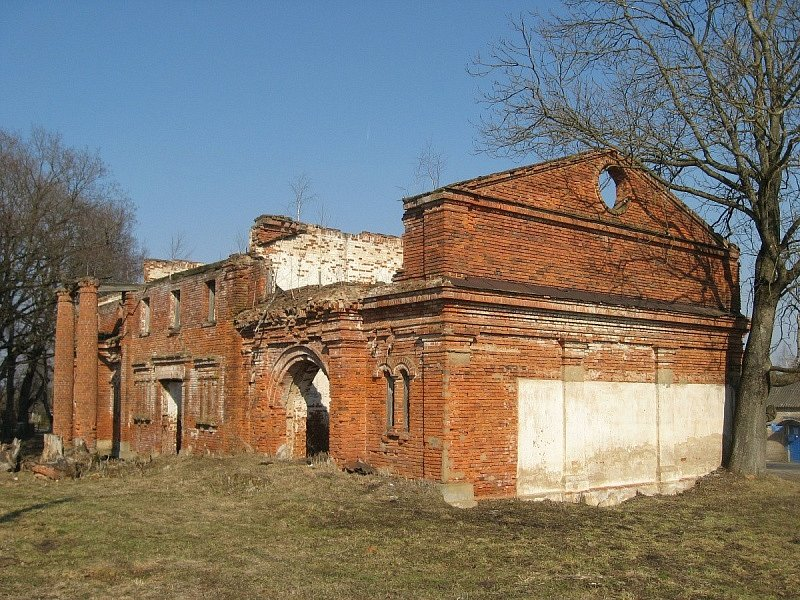
Ruina stajni, 2011

## Zabytki
Kostrowiccy wybudowali w latach 20. XIX wieku klasycystyczny dwór. Był to dwukondygnacyjny budynek zbudowany na planie prostokąta, z czterokolumnowym portykiem z trójkątnym szczytem. Wnętrze miało układ w centralnej części dwutraktowy. We dworze znajdowały się cenne zbiory, m.in. obrazy szkoły flamandzkiej, głównie Davida Ryckaerta III. Spośród polskich malarzy wisiały tu obrazy Franciszka Smuglewicza, Henryka Siemiradzkiego i innych.
Pod koniec XIX wieku rozplanowano tu czterohektarowy park zaplanowany przez warszawskiego ogrodnika Rybskiego. Przed portykiem rosły amerykańskie świerki błękitne. W cieplarniach hodowano wiele egzotycznych roślin, w tym szlachetne gatunki róż. Do dworu wiodły trzy stare aleje brzozowe.
Dwór istnieje do dziś.
Majątek Nowosiółki Wielkie (Kostrowickich) został opisany w 1. tomie Dziejów rezydencji na dawnych kresach Rzeczypospolitej Romana Aftanazego.
We wsi istnieją resztki cmentarza katolickiego. Na cmentarzu tym znajduje się również grób i pomnik nagrobny Kazimierza Kostrowickiego (1868–1918). Od lat 80. XX wieku nie istnieje kaplica św. Stanisława przy tym cmentarzu.